# 15622 Westrich
A 15622 Westrich (ideiglenes jelöléssel 2000 HY20) a Naprendszer kisbolygóövében található aszteroida. A LINEAR projekt keretében fedezték fel 2000. április 27-én.